# Порезен (Толмин)
Порезен (словен. Porezen) — поселення в общині Толмин, Регіон Горишка, Словенія. Висота над рівнем моря: 870,7 м. Розміщене на пагорбах над долиною річки Бача.